# Coregonus kiletz
Coregonus kiletz is een straalvinnige vissensoort uit de familie van de zalmen (Salmonidae) en de onderfamilie van de houtingen. De vissoort werd als ondersoort Coregonus albula var. kiletz voor het eerst geldig gepubliceerd in 1903 door Michailovsky. Het is een endemische vissoort in Europees Rusland.

## Herkenning
De vis is bij een lengte van 20 cm geslachtsrijp (de kleine marene tussen de 9 en 12 cm) en kan 39 cm lang worden (kleine marene 23 cm). Verder is deze houting donker gekleurd op de kop en heeft donkere vinnen. Het gemiddeld aantal kieuwboogaanhangsels is 43.

## Verspreiding en leefgebied
Deze houting komt alleen voor in het Onegameer. De vis leeft op verschillende diepten. Jonge vis foerageert op zoöplankton, bij een lengte van 9 tot 12 cm schakelt de vis over op predatie op spiering (Osmerus eperlaus).

## Status
Deze soort komt niet voor op de Rode Lijst van de IUCN. Volgens Kottelat & Freyhof is het geen bedreigde vissoort.